# Habitatge a la avinguda de l'Estació, 11 (Olot)
L'Habitatge a la avinguda de l'Estació, 11 és un edifici noucentista del municipi d'Olot (Garrotxa) inclosa en l'Inventari del Patrimoni Arquitectònic de Catalunya.
A principis de segle XX conviuen a Olot el Modernisme i el Noucentisme, aquest darrer, amb les seves diferents corrents i contradiccions tindrà la seva puntual aplicació a la capital de la Garrotxa. L'ala més típica i normativa és representada pel Grup Escolar Malagrida i la Biblioteca Popular de la Mancomunitat, avui desapareguda. Un altre corrent noucentista s'entronca amb l'arquitectura europea del moment i està representada per l'arquitecte Rafael Masó. Hi ha definitivament un tercer grup que accentua els aspectes eclèctics, historicistes i fins i tot acadèmics.